# Zlatiou Boyadjiev
Zlatiou Boyadjiev (en bulgare : Златю Бояджиев), né le 22 octobre 1903 et mort le 2 février 1976 à Plovdiv, est un peintre bulgare connu pour ses portraits et paysages de la région de Plovdiv.
Il a fait l'objet d'un court-métrage documentaire d'Ivan Popov présenté au Festival de Cannes 1961 en sélection officielle.